# Kroatien im Staatsverband mit Ungarn

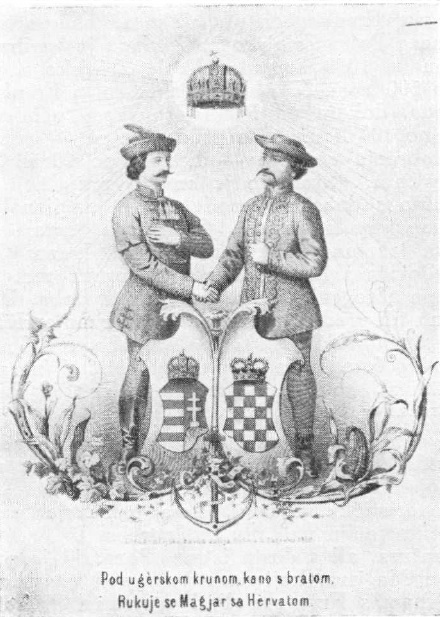
Darstellung der Vereinigung der Königreiche Ungarn und Kroatien unter der Stephanskrone (1860). „Unter der ungarischen Krone, wie mit einem Bruder, reicht der Magyar (Ungar) dem Kroaten die Hand.“

Kroatien im Staatsverband mit Ungarn bezeichnet den Zeitraum vom Jahr 1102 bis zum Ende der Österreichisch-Ungarischen Monarchie im Jahr 1918, als das Königreich Kroatien ein Land der ungarischen Krone war. Kroatien besaß dabei einen wiederholt angepassten Sonderstatus. Aufgrund der problematischen Quellenlage kann nicht zweifelsfrei gesagt werden, ob es sich dabei um eine Personalunion unter Aufrechterhaltung der kroatischen Eigenstaatlichkeit oder um eine Realunion mit dem Verlust oder teilweisen Verlust der kroatischen Souveränität an das Königreich Ungarn handelte. Der gemeinsame ungarisch-kroatische König stand an der Spitze der kroatischen Staatsgewalt und seine Rechte wurden durch den kroatischen Sabor (Ständeversammlung) eingeschränkt. Der Ban hatte als kroatischer Vizekönig die oberste vollziehende Gewalt inne und berief den Sabor ein, in dem er auch den Vorsitz führte.

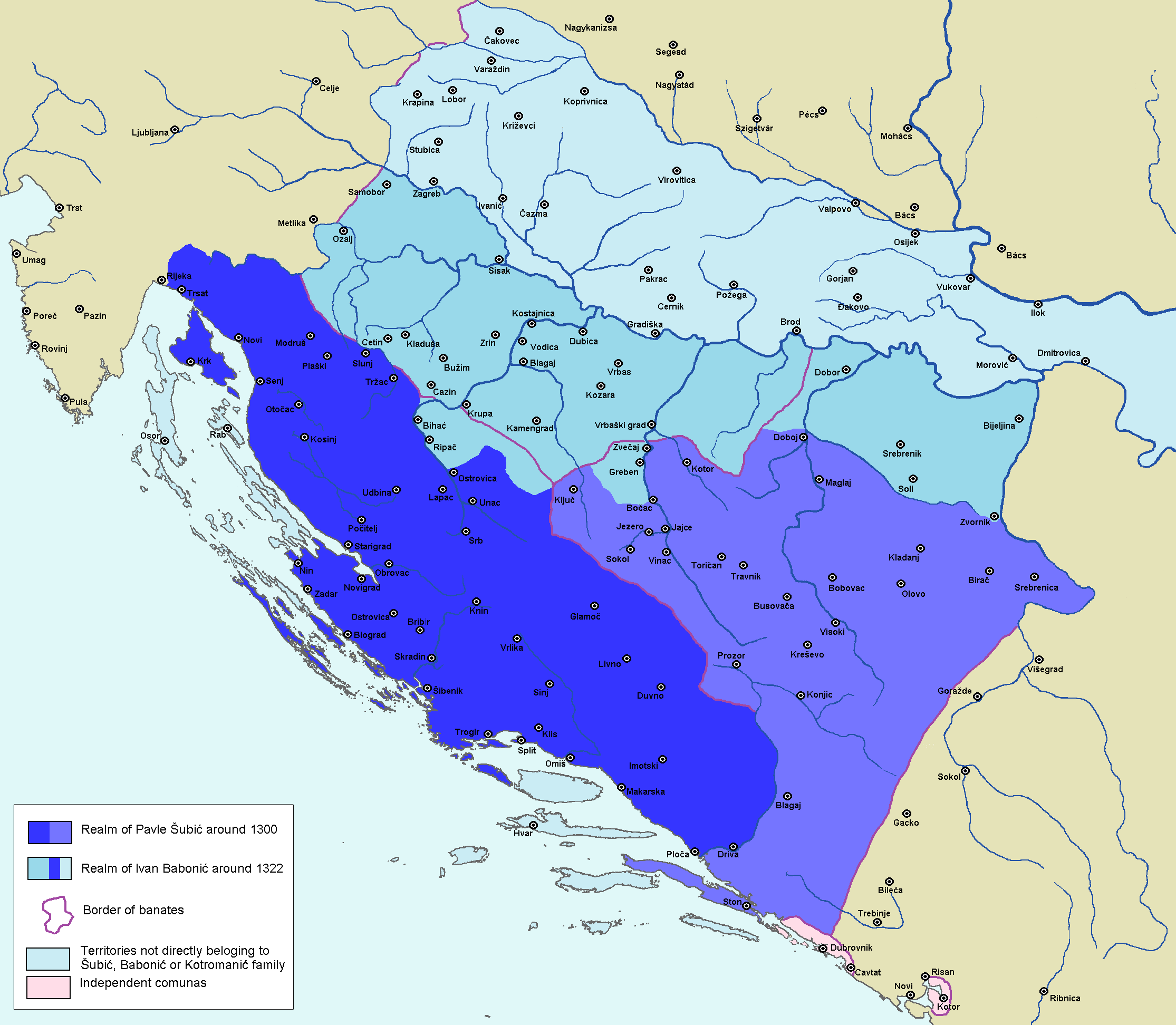
Kroatische Länder in der ersten Hälfte des 14. Jahrhunderts

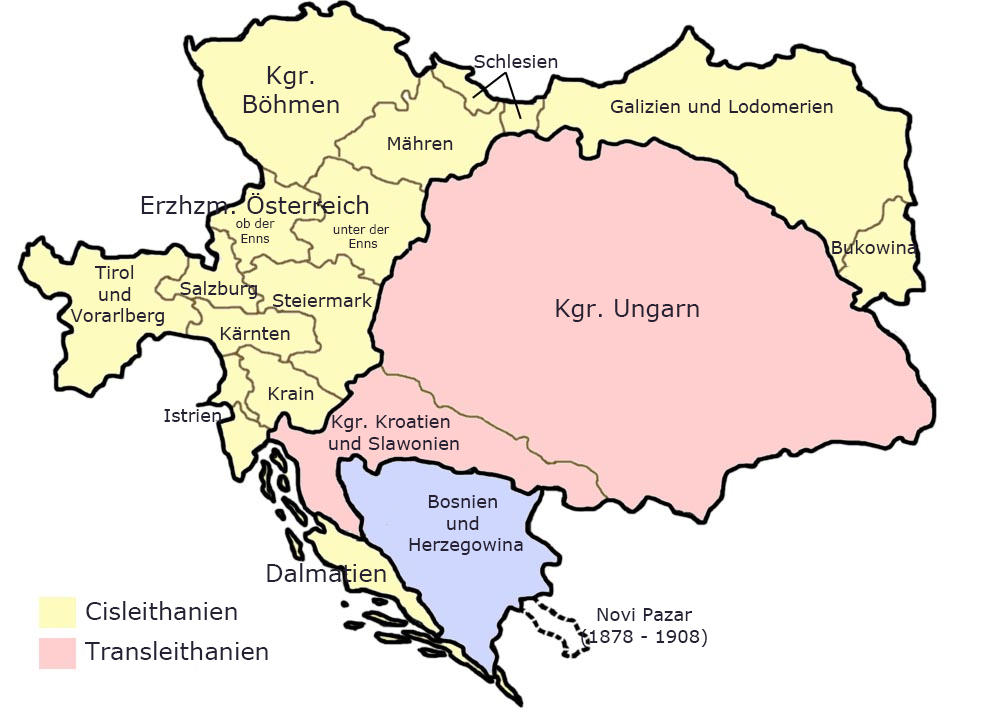
Kroatien im Staatsverband mit Ungarn (rosa) innerhalb der Österreichisch-Ungarischen Monarchie im Jahr 1914.

## Geschichte

### Zusammenschluss
Der kroatische König Dmitar Zvonimir (1075–1089), der mit der ungarischen Prinzessin Jelena der Schönen verheiratet war, starb ohne Nachfolger unter nicht zweifelsfrei geklärten Umständen. Die kroatische Herrscherdynastie Trpimirović war somit ausgestorben. Es kam zu Thronstreitigkeiten im Land, in deren Folge (1091) der ungarische König Ladislaus das binnenländische Kroatien durch Unterwerfungsverträge mit den kroatischen Gespanen (kroat. „župan“) an sich brachte.
Nach Ladislaus’ Tod versuchte Kroatien sich der möglichen ungarischen Herrschaft zu entziehen, wurde aber durch König Koloman – wie auch Ladislaus aus der ungarischen Königsdynastie der Arpaden – 1097 wieder unterworfen. Der ungarische König war durch verwandtschaftliche Verhältnisse mit der kroatischen Herrscherdynastie verbunden. Koloman schloss mit den zwölf mächtigsten Gespanen von Kroatien einen Vertrag, wonach sie unter der Lehnshoheit Ungarns stehen und als Staatsverband mit diesem Königreich vereinigt, in allen inneren Angelegenheiten aber selbstständig sein sollten. Er wurde durch die Unterzeichnung der historisch umstrittenen sogenannten „Pacta conventa“ in Personalunion der „König von Kroatien“.
Die Verwaltung Kroatiens übernahm der Ban, ein kroatischer Vertreter. Dieser Staatsverband hielt bis zum Jahr 1526. Staatliche Insignien und Attribute des kroatischen Königreiches blieben bestehen.
Seit Vladislav II. (1490–1516) gesellte sich zu dem ungarischen Königstitel „rex Dalmatiae et Croatiae“ (König Dalmatiens und Kroatiens) der Beisatz „et Slavoniae“ (und Slawonien). Infolge der türkischen Eroberung wurde ein Teil Slawoniens später (siehe oben) als „Kroatien“ von „Slawonien“ im engeren Sinn (Virovitica, Požega und Sirmien) geschieden. Die Türkenherrschaft verschlang großenteils diese Gebiete. Unter Kaiser Leopold I. wurde ganz Slawonien zurückerobert und im Karlowitzer Frieden 1699 an das Habsburgerreich abgetreten.
Im 15. Jahrhundert wurde fast ganz Kroatien von den Osmanen erobert und schrumpfte auf einen kleinen Streifen zwischen Adria und Drau. 1527 wählte der kroatische Sabor in der Burg Cetin „völlig frei und ohne fremde Beeinflussung“ Ferdinand I. von Habsburg zu ihrem König (siehe Charta von Cetingrad). Dabei erhofften sie sich eine effektivere militärische Hilfe bei der Verteidigung Kroatiens gegen die vordringenden Osmanen. Ferdinand I. sammelte Soldaten und stellte Geldmittel für Verteidigungszwecke zur Verfügung. Kroatien blieb seitdem mit kurzen Unterbrechungen in verschiedener Form bis zum Jahre 1918 unter der Herrschaft der Habsburger mit dem Königreich Ungarn vereinigt.

### Autonomie
Kroatien war, mit Ausnahme einer kurzen Zeit nach dem 1699 mit den Türken geschlossenen Frieden von Karlowitz, niemals eine ungarische Provinz. Es hatte immer einen autonomen Charakter, obwohl der Grad dieser Autonomie im Laufe von 700 Jahren immer geringer wurde. Diese Autonomie stützte sich bis zum Jahre 1848 auf eine Zivilverwaltung unter einem königlichen Banus. Dieser war kroatischer Nationalität und hatte ausgedehnte Machtbefugnisse. Seine Verwaltung wurde weitgehend durch den kroatischen Landtag Sabor kontrolliert. Doch die gesetzlichen Beschlüsse, die dieser Landtag fasste, mussten mit den ungarischen Gesetzen übereinstimmen.
Trotzdem waren zwei der wichtigsten Staatsakte in der kroatischen Geschichte der Neuzeit – die Wahl der Habsburger-Dynastie 1527 und die Anerkennung der Pragmatischen Sanktion 1712 – freie Entscheidungen der kroatische Stände und ein Ausdruck der autonomen Stellung Kroatiens als historisch-politische Individualität in seiner Beziehung zu Ungarn und zum Königreich.

### Türkenkriege

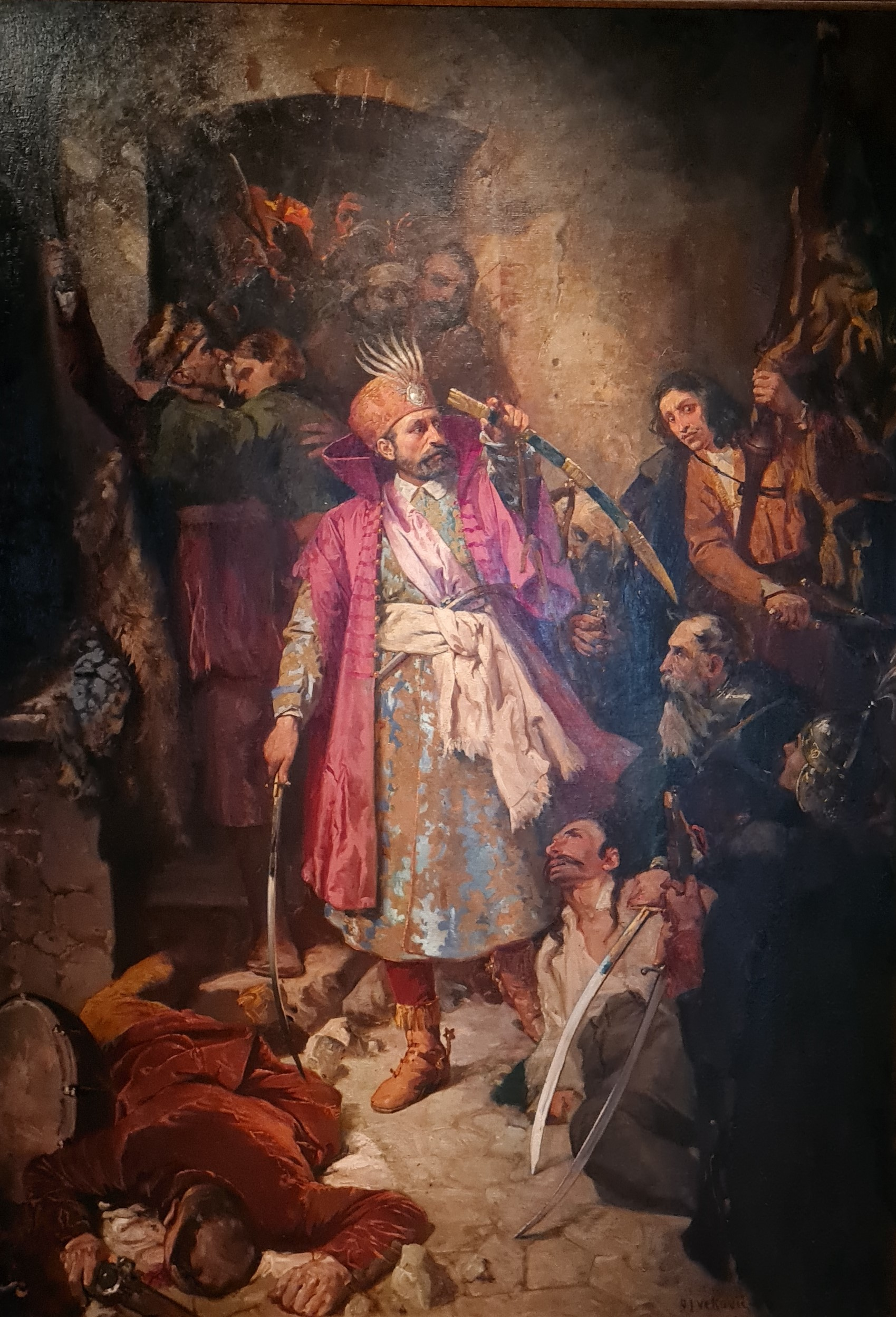
Nikola Šubić Zrinski

Bis zum Ende des 15. Jahrhunderts hatten die Osmanen ganz Serbien, Bosnien, die Herzegowina, Zeta, Morea und Albanien erobert. Das in Eile aufgestellte Kreuzzugsheer des ungarischen Königs Sigismund wurde 1396 in der Schlacht von Nikopolis von den Türken vernichtend geschlagen. Zwischen den Osmanen und dem christlichen Abendland lag als einziger Puffer nur noch das kaum verteidigte kroatische Territorium.
Das christliche Europa wandte sich hilfesuchend an den Papst und forderte eine „expeditio generalis“ gegen die „Ungläubigen“. Bosnien geriet 1463 unter osmanische Herrschaft und nach der schweren Niederlage auf dem Krbava-Feld 1493 war der Widerstand des kroatischen Adels gebrochen. Die Türken eroberten die Gebiete südlich von Gvozd sowie das östliche Slawonien. Kroatien schrumpfte auf einen engen Streifen zwischen der Donau und der Adria zusammen. Die darauf folgende Wanderung der Kroaten nach Norden veränderte die Völkerzusammensetzung der Küstengegenden. Einzig die Republik Ragusa besaß eine gewisse Freiheit, da sich die Stadt 1358 von der Herrschaft Venedigs freigemacht hatte und dem türkischen Sultan jährlich Tribut zahlte.
Die osmanischen Einheiten stießen bis kurz vor Karlovac vor, und nachdem das christliche Heer von den Türken in der Schlacht bei Mohács im Jahre 1526 gänzlich aufgerieben worden war, spitzte sich die Lage auch für das übrige Europa zu.
Das Ergebnis der Verteidigungsbemühungen im 15. Jahrhundert waren 30 Kriegszüge und siebzig zerstörte Städte. Die Türkenkriege prägten zudem fast das ganze 16. Jahrhundert. Besonders herausragende militärische Erfolge gegen die osmanischen Eroberer erreichten die als kroatische Nationalhelden geltenden Bane Nikola Šubić Zrinski, Ivan Drašković von Trakošćan sowie Nikolaus Frankopan.

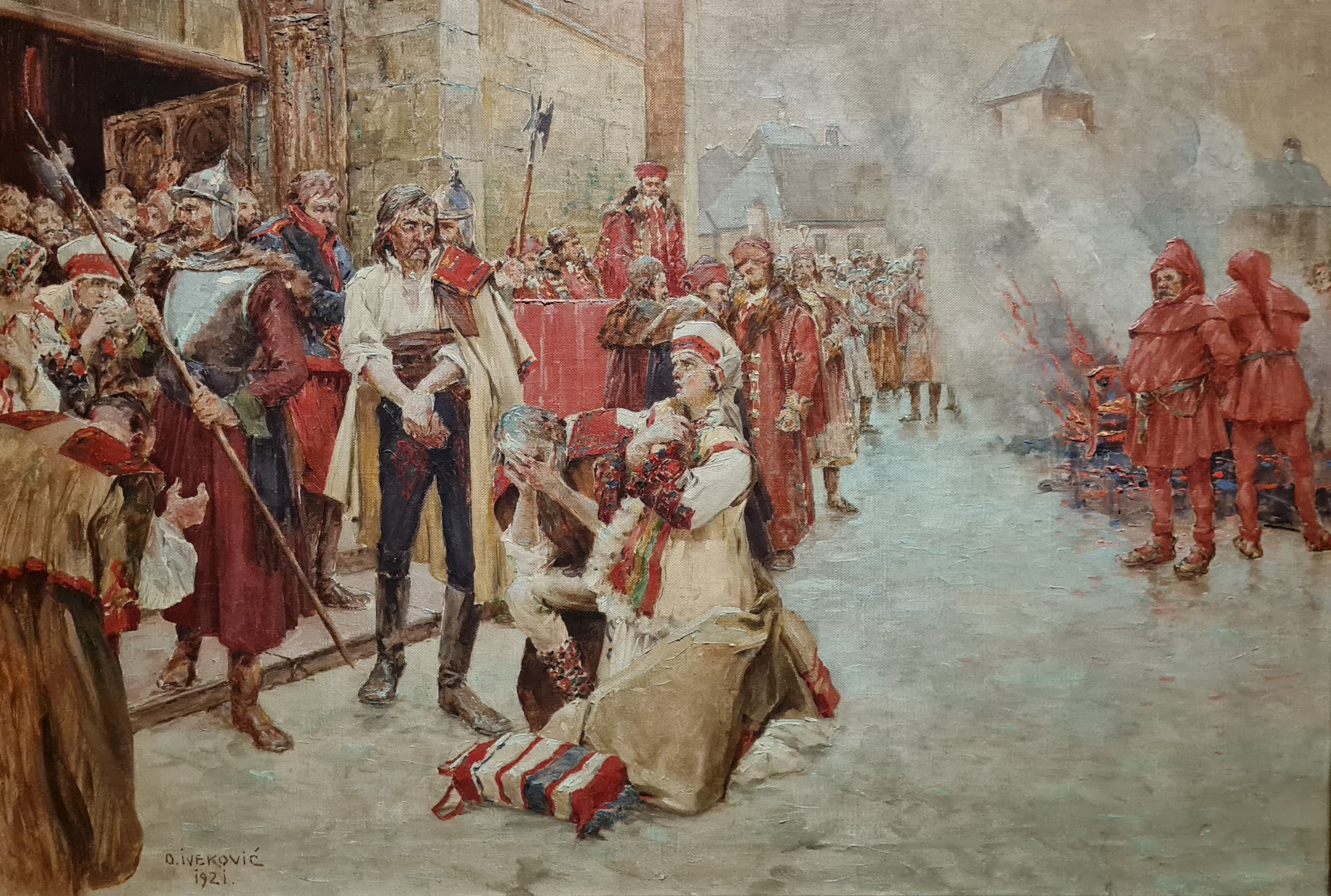
Exekution des Anführers des Bauernaufstandes, Matija Gubec, am Platz vor der St. Markus-Kirche in Zagreb

Im Jahr 1519 nannte Papst Leo X. die Kroaten „Antemurale Christianitatis“ (Bollwerk der Christenheit). Ein Jahrzehnt später kam Kroatien in die schützende Gunst der Habsburger. 1527 erkannte der kroatische Adel den Habsburger Ferdinand I. als König von Kroatien und Ungarn an, was als Gegenleistung für die Verteidigungsführung gegen die Türken gilt. Kroatien wurden dieselben Rechte zugestanden wie dem ungarischen Königshaus.
Der wachsende Verlust kroatischen Landes an die Türken führte zur Gründung eines neuen ungarischen Kroatien durch Aufnahme der drei (bisher slawonischen) Gespanschaften Zagreb, Varaždin und Križevci in dasselbe. Es siedelten sich auch orthodoxe Gläubige an, die nicht unter der osmanischen Besetzung leben wollten. 1592 eroberten die Türken die Festung Bihać in Kroatien, die nebst einigen umliegenden Orten seitdem in türkischer Gewalt verblieb.
Während des hundertjährigen Kroatisch-Osmanischen Krieges zwischen 1493 und 1593 wurden weite Teile Kroatiens durch kleinere Vorstöße und Plünderungen regulärer und irregulärer osmanischer Verbände verheert.
Im 16. Jahrhundert fand auch die Reformation in Kroatien Eingang, wurde aber 1607–1610 gewaltsam niedergeschlagen. Das völlig verwüstete und wirtschaftlich am Boden liegende Kroatien konnte Anfang des 17. Jahrhunderts kaum noch die Geldmittel für die Unterhaltung der Militärgrenze (Verteidigungsgürtel Österreich-Ungarns) aufbringen.
Im Laufe des 17. Jahrhunderts steckten die Türken Niederlagen ein, so dass der Frieden von Karlowitz 1699 für Ungarn und Westslawonien die Freiheit von den Türken brachte. Im Vertrag trat der Sultan alles Land jenseits der Una an das österreichische Kroatien ab.
Die Niederlage der Türken vor Wien 1683 und die darauf einsetzende Befreiung der kroatischen Gebiete aus der türkischen Gewalt brachte Kroatien schließlich Frieden nach dem endlosen, jahrhundertelang fast ununterbrochen geführten Türkenkriegen.

### Dalmatien unter Venedig
Ladislaus von Anjou verkaufte im Jahr 1409 Dalmatien für 100.000 Dukaten an Venedig.
Die Venezianer konnten daraufhin ihr Einflussgebiet noch weiter ausdehnen und herrschten bis zum Jahr 1797 neben Dalmatien auch noch über den größten Teil Istriens.
Venedig eignete sich über seine Abgaben- und Zollpolitik und massives Abholzen der Wälder in Dalmatien großen Profit an, ohne an einem ernsthaften Fortschritt derselben interessiert zu sein. Die Stadt Venedig steht zu einem großen Teil auf Baumstämmen aus Dalmatien, die venezianische Flotte verschlang ebenfalls große Mengen Holz. Die teilweise vegetationslosen Karstbereiche Istriens und Dalmatiens entstanden größtenteils durch den Raubbau der Venezianer.
Diese Gebiete blieben vor allem wegen der wirtschaftlichen Unterjochung hinter Venedig und den meisten anderen italienischen Staaten in ihrer Entwicklung weit zurück.
Die Venezianer überließen den besetzten kroatischen Städten zwar eine gewisse Autonomie, jedoch durften nur venezianische Adelige Oberhäupter der Städte stellen. Unter venezianischer Herrschaft wurde erstmals auch eine antikroatische Politik geführt: Bürgern der der Stadt Zadar war es beispielsweise verboten, Ehen mit Kroaten einzugehen. Einzig der katholische Glaube verband die Kroaten mit den Venezianern. Die oligarchische und kolonialistische Politik Venedigs führte zu Widerstand und Aufständen. Der größte Aufstand fand im Jahr 1510 unter der Führung von Matija Inavnić auf der Insel Hvar statt. Die Uskoken bekämpften die Venezianer zu Lande mit Guerilla-Taktiken, zur See mit Piraterie.
Allein Dubrovnik (Ragusa) hat im Verlauf der Jahrhunderte dank seiner unangetasteten Autonomie, seiner Politik und Diplomatie, seinem Handel, seiner Seefahrt und seiner Kultur nichts von seinem Glanz eingebüßt.
Im 16. Jahrhundert war die Handelsflotte Dubrovniks die drittgrößte im Mittelmeer und bestand aus über 300 Schiffen.
Erst die Errichtung der kurzlebigen Illyrischen Provinzen unter Napoléon Bonaparte beendete die Herrschaft Venedigs über den Großteil des kroatischen Küstenlandes.